# Carla Boni
Carla Boni, nom de scène de Carla Gaiano (Ferrare, 17 juillet 1925 – Rome, 17 octobre 2009), est une chanteuse italienne.
Dans les années 1950, a été l'auteur d'un cover de la chanson Johnny Guitar, à partir de la bande-son du western du même nom de 1954.
Elle s'est mariée avec le chanteur Gino Latilla, le 20 septembre 1958, dont elle s'est séparée ensuite (1968).

## Biographie

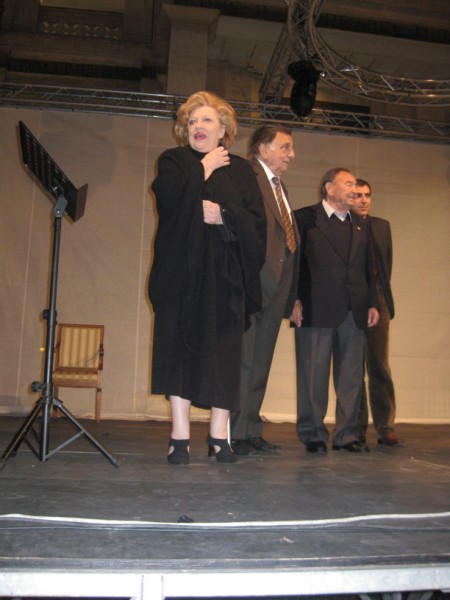
Carla Boni avec Franco De Gemini, Giorgio Consolini et Carlo Posio, lors de l'événement, un Hommage à Pino Rucher, une vie pour la guitare tenue à Manfredonia.

En 1935, elle rejoint la « Compagnia ferrerrese di attori-bambini » (Compagnie des enfants acteurs de Ferrara).
L'idée de changer le nom de « Gaiano » par « Boni » a pour origine, les gains à la loterie d′un cousin de la chanteuse, remportés dans un bar appelé « Caffè Boni ». Son cousin, rentré chez lui après avoir gagné, propose alors de changer le nom de « Gaiano » par celui du bar et Carla est immédiatement enthousiasmée !
Après une audition insatisfaisante avec le chef d'orchestre Tito Petralia, la chanteuse attire l′attention du chef Pippo Barzizza, qui l′accueille dans son orchestre lui permettant ainsi de réaliser l′enregistrement de ses premiers disques.
Les « tubes » de cette époque sont Lights of New York, de George Gershwin, Il mago Baku, un grand succès radiophonique et une version italienne de With A Song in My Heart, rebaptisée Come canta il mio cuore (Comme chante mon cœur).

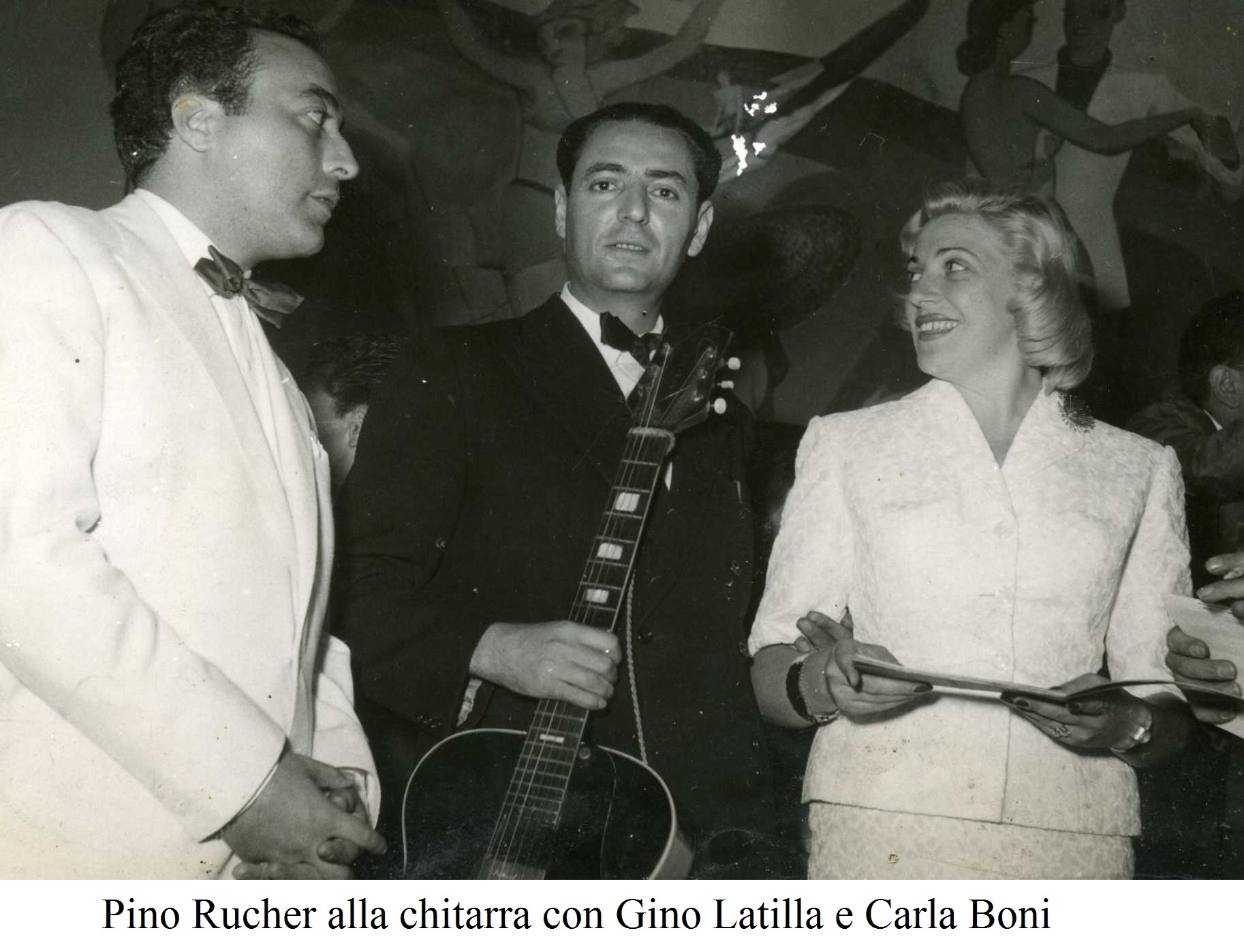
Gino Latilla, Pino Rucher, Carla Boni

En 1952, Carla Boni entre dans l′équipe des chanteurs de la RAI, au sein l′orchestre du chef Cinico Angelini
Elle remporte le Festival de Sanremo en 1953 avec Viale d′autunno en duo avec Flo Sandon's qui devient rapidement un énorme succès ; lors de ce festival elle présente également la chanson Acque amare composée par Carlo Alberto Rossi
En 1955, elle remporte le Festival de Naples avec ′E stelle′e Napule avec son futur mari Gino Latilla et Maria Paris. La même année, elle remporte également  le Festival International de la Chanson de Venise, en collaboration avec Gino Latilla et le Quartetto Cetra, avec la chanson Vecchia Europa.
En 1956 c’est le succès du célèbre Mambo Italiano (repris en France par Dario Moreno, Line Renaud et Dany Brillant) et l'année suivante obtient un autre « exploit » au Festival de Sanremo 1957 avec Casetta in Canadà. Grand succès, obtenu également par son interprétation passionnée du succès international Bésame mucho qui lui a permis de se distinguer face à la plus sobre Nilla Pizzi. Elle apparaît la même année dans le film I miliardari, dirigé par Guido Malatesta.
Au total, la chanteuse collectionnera cinq apparitions au Festival de Sanremo (de 1953 à 1961), de même qu'au Festival de Naples (à partir de 1952 à 1962), auxquelles s'ajoutera la participation à d'autres événements musicaux de cette période tels que Cansonissimaet Un disco per l'estate.
En 1986, elle participe en tant qu'invitée régulière à 13 émissions de variétés animées par Paolo Villaggio, Un fantastico tragico venerdì avec Achille Togliani, Giorgio Consolini, et Joe Sentieri.
Ensuite, elle traverse une longue période où elle alterne les moments de pause et de concerts, la reprise de ses succès revisités, qu'elle interprète au sein d'un groupe formé avec ses collègues du moment (Nilla Pizzi, Gino Latilla, Giorgio Consolini), Quelli di Sanremo et le doublage de Virna Lisi dans les parties chantées du drame érotique d'Alberto Lattuada, La Cigale (La cicala) (1980).
À la fin des années 1990, elle retourne sous le feu des projecteurs grâce à sa participation sur le single des Flabby : une reprise de son plus grand succès, Mambo Italiano.
En 2001, elle est invitée, avec Narciso Parigi et Mario de Trevi, à l'émission Mezzogiorno in famiglia. En 2002, elle participe également à la compilation Tutti pazzi per Rettore de Donatella Rettore : l'enregistrement de la chanson Kobra.
Au cours de sa longue carrière elle cultive une passion pour l'écriture de poèmes, et comme parolière avec les chansons: Till (version italienne de la célèbre chanson) et T'invito al concerto composée par Italo Salizzato
En octobre 2007, elle sort un album de chansons inédites, intitulé Aeroplani ed angeli, écrites par de jeunes auteurs-compositeurs, comme Alessandro Orlando Graziano, créateur et producteur du projet discographique.

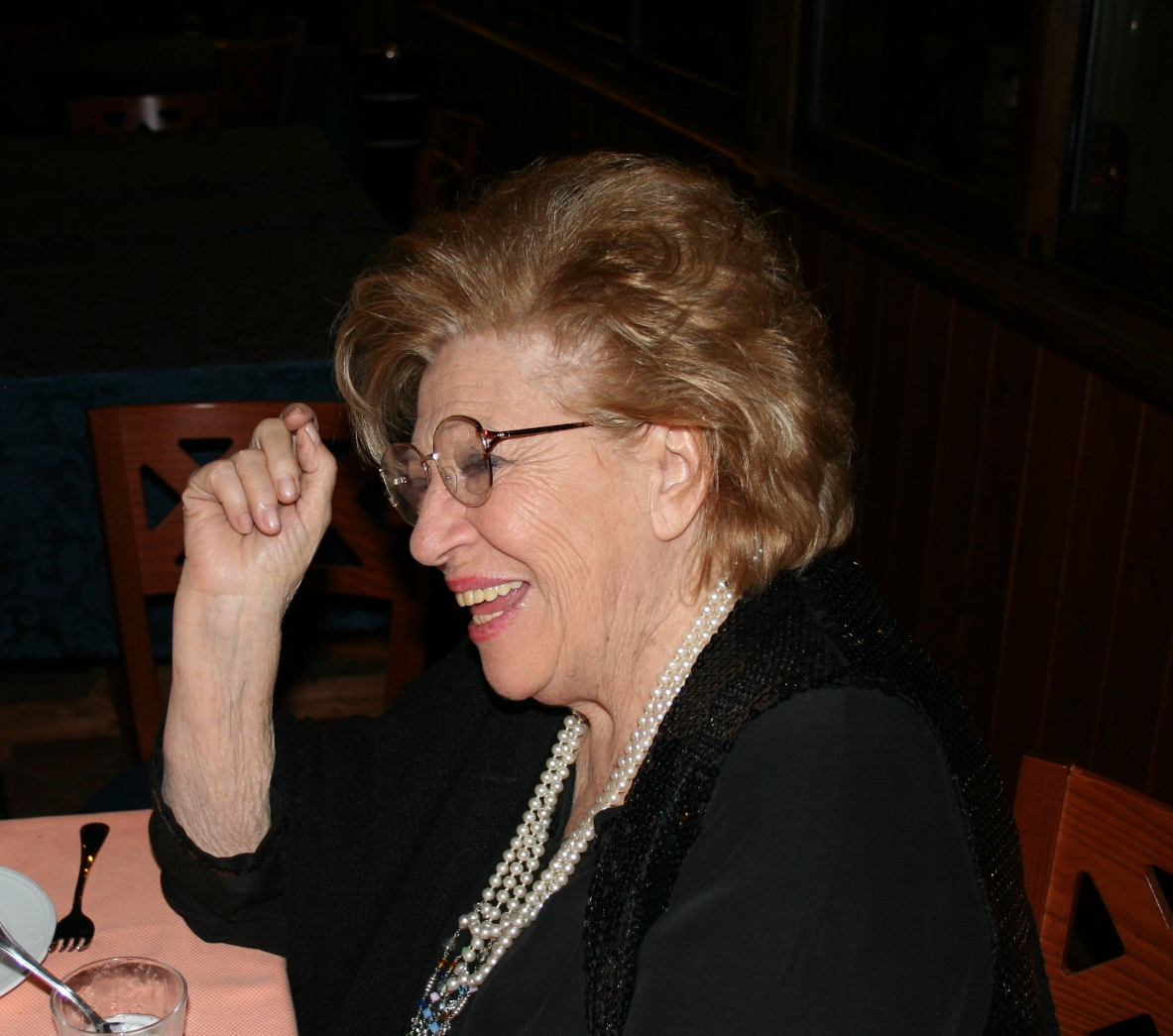
Carla Boni en 2008.

En 2008, elle participe à plusieurs épisodes de la première édition de I migliori anni, où elle interprète, en live et en direct, certains de ses hits tels que Mambo italiano, Que serà, et Casetta in Canadà.
Le 5 octobre 2008, elle participe à l'hommage à Pino Rucher, guitariste (Rai) 12 ans après sa mort. L'événement étant parrainé par la Municipalité de Manfredonia et la Province de Foggia.

## Mort
Dans les derniers mois de sa vie, déjà malade, elle voulait réaliser une vidéo de la chanson Portami in India pour prendre congé de son public, toujours tourné à Alessandro Orlando Graziano.
Décédée à Rome le 17 octobre 2009, après une longue maladie, elle a été inhumée dans une tombe en pleine terre, dans le cimetière de Rome - Prima Porta, carré 129. Le message suivant, écrit de la propre main de Carla Boni, quelques années auparavant, a été lu lors de ses funérailles à Ferrare : « Ho ricevuto il mio congedo. Vi dico addio amici miei, mi inchino a voi tutti e prendo commiato. Ecco, rendo le chiavi della mia posta. È giunta l'ora della partenza. Parto a mani vuote ma con tanta speranza. In questo teatro ho recitato la mia parte, ciò che ho visto è stato insuperabile! La mia vita è stata benedetta ed accetto in silenzio la mia partenza. A chi mi aspetta, offro la coppa colma della mia vita, i giorni dell'autunno, le notti d'estate e le ore d'amore. Arpe, suonate le ultime note, parto a mani vuote verso il tramonto e verso la mia ultima meta. Carla Boni ».

## Participations au Festival de San Remo
- 1953
  - Viale d'autunno en duo avec Flo Sandon's - 1e place
  - Il passerotto en duo avec le Quartetto Stars - 6e place
  - Acque amare en duo avec Katyna Ranieri - Non finaliste
  - Buona sera, en duo avec Flo Sandon's - Non finaliste
  - Qualcuno cammina en duo avec Flo Sandon's - Non finaliste

- 1954
  - Non è mai troppo tardi en duo avec Flo Sandon's - 5e place
  - Arriva il direttore interprétée ensemble avec Gino Latilla, le Duo Fasano et le Quartetto Cetra - Non finaliste
  - Berta filava interprétée avec le Duo Fasano et Giorgio Consolini - Non finaliste
  - Cirillino-Ci  interprétée avec le Duo Fasano et le Quartetto Cetra - Non finaliste
  - Un diario accompagnée par le Quartetto Cetra - Non finaliste

- 1957
  - Casetta in Canadà interprétée avec Gino Latilla, le Duo Fasano, Gloria Christian et Poker di Voci - 4e place
  - Per una volta ancora en duo avec Nunzio Gallo - 8e place
  - Le trote blu  interprétée avec le Duo Fasano, Gloria Christian, Natalino Otto et Poker di Voci - 10e place
  - Un sogno di cristallo  en duo avec Jula De Palma - Non finaliste
  - l mio cielo en duo avec Luciano Virgili - Non finaliste (soirée consacrée aux auteurs indépendants)

- 1958
  - Timida serenata interprétée avec Gino Latilla et Gloria Christian et Aurelio Fierro - 6e place
  - Non potrai dimenticare interprétée avec Gino Latilla et Natalino Otto
  - Arsura en duo avec Giorgio Consolini - Non finaliste
  - Io sono te  en duo avec Cristina Jorio - Non finaliste

- 1961
  - Vous avec moi, en duo avec Aurelio Fierro - Non finaliste

## Discographie

### Single

#### 78 tours
- 1949 - La creola che danza/Notti di New York (Cetra) DC 4910
- 1949 - È tanto bella ma/? (con Aldo Donà) (Cetra) DC 4922
- 1950 - Ai nostri monti/Il mago Baku (Face A avec Luisito Santos) (Cetra) DC 5169
- 1952 - Jezebel/Vent'anni (Face B Oscar Carboni) (Cetra) DC 5499
- 1952 - Nannì ('Na gita a li castelli)/La cumparsa (Face A Oscar Carboni et le Duo Fasano, Face B avec Duo Fasano) (Cetra) DC 5525
- 1952 - La muliza/Sensemayà (Face B avec le Duo Fasano) (Cetra) DC 5563
- 1952 - Tuppe ttu/Sciummo (Face B Achille Togliani) (Cetra) DC 5565
- 1952 - Li funtenelle/Maria è robba mia (Face B Gino Latilla) (Cetra) DC 5570
- 1952 - 'A riggina d'e tarantelle/'A litoranea (Face B Gino Latilla) (Cetra) DC 5571
- 1952 - 'O principe indiano/Sarta 'e biancheria (Face B Gino Latilla) (Cetra) DC 5572
- 1952 - Non così/La vetrina della felicità (Cetra) DC 5620
- 1953 - Buona sera/No, Pierrot (Face B Achille Togliani) (Cetra) DC 5663
- 1953 - Viale d'autunno/La mamma che piange di più (Face B Achille Togliani) (Cetra) DC 5665
- 1953 - Il passerotto/Innamorami (Face B Gino Latilla) (Cetra) DC 5666
- 1953 - L'altra/Acque amare (Face A Nilla Pizzi) (Cetra) DC 5670
- 1953 - Qualcuno cammina/Vecchia villa comunale (Face B Gino Latilla) (Cetra) DC 5671
- 1953 - Viale d'autunno/Domandatelo (Face B Achille Togliani) (Cetra) DC 5672
- 1953 - Bamboleo de amor/Dicen que te quiero (Cetra) DC 5683
- 1953 - Il treno delle nove/Signora fortuna (Face A Nilla Pizzi) (Cetra) DC 5687
- 1953 - Mandolino napoletano/Merci Beaucoup (Face A Nilla Pizzi, Face B avec Gino Latilla, Achille Togliani e Nilla Pizzi) (Cetra) DC 5697
- 1953 - Vucchella rossa/Terra straniera (Face A Gino Latilla) (Cetra) DC 5717
- 1953 - Zingaro triste/Sotto 'e stelle (Face A Achille Togliani) (Cetra) DC 5718
- 1953 - Occhi tristi/Ballate col Bajon (Face A Nilla Pizzi) (Cetra) DC 5801
- 1953 - Dama di Watteau/Buona fortuna a te (Face A Achille Togliani) (Cetra) DC 5838
- 1953 - Colpa del Bajon/Terra straniera (Face A Nilla Pizzi e Gino Latilla) (Cetra) DC 5851
- 1953 - Moulin Rouge/Come Giuda (Cetra) DC 5857
- 1953 - Quella donna di taffetà/? (Cetra) DC 5859
- 1954 - Cecila Metella/I tre porcellini (Face A Gino Latilla e Duo Fasano, Face B con Gino Latilla) (Cetra) DC 5903
- 1954 - Vola vola vola/No te metas (en la vida de nodie) (Face A avec Gino Latilla, Lato B Duo Fasano) (Cetra) DC 5910
- 1954 - Arriva il direttore/Canzone da due soldi (Face A avec Gino Latilla, Face B Achille Togliani) (Cetra) DC 5962
- 1954 - Berta filava/Piripicchio e Piripicchia (Face A avec Duo Fasano, Face B Gino Latilla e Duo Fasano) (Cetra) DC 5964
- 1954 - Non è mai troppo tardi/Una bambina sei tu (Face B Gino Latilla) (Cetra) DC 5965
- 1954 - Cirillino Ci/Sotto l'ombrello (Face A avec Duo Fasano, Lato B Gino Latilla e Duo Fasano) (Cetra) DC 5969
- 1954 - Un diario/Angeli senza cielo (Face B Vittoria Mongardi) (Cetra) DC 5971
- 1954 - L'ammore vò girà/Suonno d'amore (Face B Achille Togliani) ( Cetra) DC 6009
- 1954 - 'O core vò fa sciopero/'Na chitarra sta chiagnenno (Face B Achille Togliani) (Cetra) DC 6010
- 1954 - Ched'è l'ammore/Rota 'e fuoco e faccia 'e neve (Face B Gino Latilla) (Cetra) DC 6015
- 1954 - 'Na buscia/Ajeressera (Face B Achille Togliani) (Cetra) DC 6016
- 1954 - Ricordate 'e me/Tre rundinelle (Face B Gino Latilla) (Cetra) DC 6017
- 1954 - Canaria/Sole lucente (Faces A et B avec Gino Latilla) (Cetra) DC 6034
- 1954 - Due soldi di ritmo/Oh mein papà (Cetra) DC 6035
- 1954 - Rapsodia svedese/La voce dell'organino (Face A Gino Latilla) (Cetra) DC 6056
- 1954 - Johnny Guitar/Evviva Redegonda (Cetra (casa discografica)) DC 6060
- 1954 - Gondola nera/Marietta (monta in gondola) (Face A Gino Latilla, Face B con Gino Latilla) (Cetra) DC 6061
- 1954 - Evviva Redegonda/Marietta (monta in gondola) (Face B avec Gino Latilla) (Cetra) DC 6063
- 1954 - Blue canary/Johnny Guitar (Cetra) DC 6130
- 1954 - Vola vola vola/La postina della Valgardena (Face A avec Gino Latilla, Face B Clara Jaione) (Cetra) DC 6131
- 1955 - Fontana di Trevi/Segreto amore (Face A Gino Latilla) (Cetra) AC 3011
- 1955 - Saltarello geloso/L'amore è 'nu canario (Cetra) AC 3013
- 1955 - Hagi Baba/Cobra (Face A Gino Latilla) (Cetra) AC 3016
- 1955 - Mambo italiano/Danubio blues (Cetra) AC 3017
- 1955 - Vecchio motivo/Amo Parigi (Face A Achille Togliani) (Cetra) AC 3020
- 1955 - Canzone della sierra/Il diretto di Milano (Face A avec Gino Latilla, Gino Latilla) (Cetra) AC 3031
- 1955 - 'E rrose chiagneno/Geluso 'e te (Face B Achille Togliani) (Cetra) AC 3033
- 1955 - Luna chiara/Chiagneno pure ll'onne (Cetra) AC 3034
- 1955 - 'E stelle 'e Napule/'A luna chiena (Face A avec Gino Latilla, Face B Gino Latilla) (Cetra) AC 3037
- 1955 - Napule sotto 'e ncoppa/'O ritratto 'e Nanninella (Face A avec Gino Latilla e Quartetto Armonia, Face B Gino Latilla) (Cetra) AC 3039
- 1955 - Vecchia Europa/Vecchia Europa (Face A avec le Quartetto Cetra et Gino Latilla, Face B Gino Latilla) (Cetra) AC 3049
- 1955 - Venezia, la luna e tu/Dove ti va Nineta? (Face A Gino Latilla, Face B avec Gino Latilla) (Cetra) AC 3051
- 1955 - Scapricciatello/Maruzzella (Face A avec Gino Latilla, Face B Gino Latilla) (Cetra) AC 3052
- 1955 - La luna/Smile (Lato A Achille Togliani) (Cetra) AC 3054
- 1955 - Encantador/La luna nel pozzo (Face B avec Gino Latilla) (Cetra) AC 3056
- 1956 - Malagueña/Andalusia (Cetra) AC 3070
- 1956 - I due pastorelli/Ciao (Oho - aha)(Face A avec Gino Latilla) (Cetra) AC 3071
- 1956 - Ed ora siamo in tre/Sul muretto di Alassio (Faces A et B avec Gino Latilla) (Cetra) AC 3074
- 1956 - Marcellino pan y vino/Tic-ti-tic-ta (Faces A et B avec Gino Latilla) AC 3076
- 1956 - Pane, amore e.../Mambo bacan (Cetra) AC 3077
- 1956 - Sole giallo/Senza catene (Face B Gino Latilla) (Cetra) AC 3078
- 1956 - Voglio ballar con te/Specchiati (Face B Achille Togliani) (Cetra) AC 3080
- 1956 - Baby bu/Piangere di gioia (Face A avec Gino Latilla) AC 3081
- 1956 - L'ultima volta che vidi Parigi/La straniera (Face A avec Gino Latilla, Face B Gino Latilla) (Cetra) AC 3082
- 1956 - L'ultima volta che vidi parigi/L'amore è una cosa meravigliosa (Face A avec Gino Latilla, Face B Gino Latilla) (Cetra) AC 3085
- 1956 - Maricchia/Sona chitarra (Face A avec Gino Latilla, Face B Gino Latilla) (Cetra) AC 3086
- 1956 - Campane di pace/Giuvanne cu 'a chitarra (Faces A et B avec Gino Latilla) (Cetra) AC 3094
- 1956 - Triste rimpianto/Faccia di santarella (Face B avec Gino Latilla) (Cetra) AC 3095
- 1956 - Toni me toca/L'uomo e il fanciullo (Face A avec Gino Latilla, Face B Gino Latilla) (Cetra) AC 3096
- 1956 - La colpa fu/Il trenino di latta verde (Face A avec Gino Latilla) (Cetra) AC 3099
- 1956 - Amami se vuoi/Lucia e Tobia (Face B Gino Latilla) (Cetra) AC 3100
- 1956 - Cielo di fuoco/Bisogna partire (Cetra) AC 3107
- 1956 - Good night Mike/Triste rimpianto (Cetra) AC 3109
- 1956 - 'A frangesa/La spagnola (Cetra) AC 3110
- 1956 - Ricordate Marcellino?/La calabresella (Faces A et B avec Gino Latilla) AC 3111
- 1956 - Addò staje/Fischiettando (Face B avec Gino Latilla) (Cetra) AC 3112
- 1956 - Vino vino/Siciliana (Face A avec Gino Latilla, Face B Gino Latilla) (Cetra) AC 3113
- 1956 - Good night Mike/Sogno americano (Face B Gino Latilla) (Cetra) AC 3114
- 1956 - Toni me toca/Tic-ti-tic-ta (Faces A et B avec Gino Latilla) (Cetra) AC 3115
- 1956 - Toni me toca/Giuvanne cu 'a chitarra (Faces A et B avec Gino Latilla) (Cetra) AC 3116
- 1956 - Pescava i gamberi/Cipolle e baci (Faces A et B avec Gino Latilla) (Cetra AC 3123
- 1956 - Guaglione/Suspiaranno 'na canzone (Face B Gino Latilla) (Cetra) AC 3124
- 1956 - Napoli e Gennarino/Pe' sunnà (Face A Gino Latilla, Face B avec Gino Latilla) (Cetra) AC 3127
- 1956 - Quel ramoscello d'ulivo/Tornerà (Face A avec Gino Latilla) (Cetra) AC 3134
- 1956 - Cantano gli angeli/Piccolo altare di montagna (Face B Gino Latilla) (Cetra) AC 3136
- 1956 - Zampognaro/Donna ascolta (Lato A avec Gino Latilla, Face B Gino Latilla) (Cetra) AC 3138
- 1956 - Pescatore pescato/Può darsi (Cetra) AC 3139
- 1956 - Sono papà!/Io si, tu no (Faces A et B avec Gino Latilla (Cetra) AC 3142
- 1956 - Rosalinda/Olajù (Faces A et B avec Gino Latilla) (Cetra) AC 3143
- 1956 - L'arca di Noè/Cantano gli usignoli (Face A avec Gino Latilla e Duo Fasano) (Cetra) AC 3150
- 1956 - Motivo italiano/Maliziusella (Face B Gino Latilla) (Cetra) AC 3151
- 1956 - Quando ci rivedremo/C'è una chiesetta (Face B Gino Latilla) (Cetra) AC 3153
- 1956 - Rendimi i baci/I giorni più belli (Face A avec Gino Latilla) (Cetra) AC 3155
- 1956 - Canzone del mare/Rossena's rock 'n roll (Face A avec Gino Latilla, Face B Cinico Angelini) (Cetra) AC 3156
- 1956 - Lola del Golden bar/Flamenco love (Face B Gino Latilla) (Cetra) AC 3157
- 1956 - Lola del Golden bar/La rosa di Novgorod (Face B Gino Latilla) (Cetra) AC 3162
- 1957 - Serenatella sciuè sciuè/Buon anno... buona fortuna (Face A con Gino Latilla, Face B Gino Latilla) AC 3177
- 1957 - Io pregerò/Io ti porto nel mio cuore (Face B Duo Fasano) (Cetra) AC 3178
- 1957 - Fischio e me ne infischio/Era basso (Faces A et B con Gino Latilla) (Cetra) AC 3179
- 1957 - Fischio e me ne infischio/Il velo d'argento (Face A avec Gino Latilla, Face B Gino Latilla) (Cetra) AC 3180
- 1957 - Ancora ci credo/A poco a poco (Face B Gino Latilla) (Cetra) AC 3181
- 1957 - Estasi/Finalmente (Face B Gino Latilla) (Cetra) AC 3182
- 1957 - Le trote blu/Scusami (Face A con Duo Fasano, Face B Gino Latilla) (Cetra) AC 3184
- 1957 - Il mio cielo/La canzone più bella del mondo (Face B Gino Latilla) (Cetra) AC 3185
- 1957 - Sono un sognatore/Venezia mia (Face A Gino Latilla, con Gino Latilla e Duo Fasano) (Cetra) AC 3186
- 1957 - Casetta in Canada/Un filo di speranza (Face A avec Gino Latilla e Duo Fasano, Face B Gino Latilla e Duo Fasano) (Cetra) AC 3187
- 1957 - Intorno a te (è sempre primavera)/Nel giardino del mio cuore (Face B Gino Latilla) (Cetra) AC 3188
- 1957 - Un sogno di cristallo/Un certo sorriso (Face B Gino Latilla) (Cetra) AC 3189
- 1957 - Sorrisi e lacrime/Il nostro si (Face B Gino Latilla) (Cetra) AC 3192
- 1957 - Per una volta ancora/Un sogno di cristallo (Cetra) AC 3201
- 1957 - Que serà serà/I fiori dell'Italia (Face A avec Duo Fasano) AC 3203
- 1957 - Ti scrivo e piango/Sotto i ponti di Parigi (Face B Gino Latilla) (Cetra) AC 3205
- 1957 - Only you/Rock night (Face A Gino Latilla) (Cetra) AC 3226
- 1957 - Concerto d'autunno/Fofò (Face B Gino Latilla) (Cetra) AC 3227
- 1957 - Canzone dei sette mari/Passione argentina (Face A Gino Latilla) AC 3228
- 1957 - Refrains/Com'è bello dormir soli (Face B avec Gino Latilla) (Cetra) AC 3229
- 1957 - Butta la chiave (...Gelsomina)/Accanto a me (tu trovi me) (Faces A et B avec Gino Latilla) (Cetra) AC 3236
- 1957 - Cantammola stà canzone/Lazzarella (Face A avec Gino Latilla, Face B Gino Latilla) (Cetra) AC 3243
- 1957 - 'O mare canta/Vogliamoci tanto bene (Face B Gino Latilla) (Cetra) AC 3247
- 1957 - 'O treno d'a fantasia/'Nnammurate dispettuse (Faces A et B avec Gino Latilla) (Cetra) AC 3248
- 1957 - S'agapò/T'amo tanto (Faces A et B avec Gino Latilla) (Cetra) AC 3249
- 1957 - Cafè chantant/Campa cavallo (Face A Gino Latilla, Face B avec Gino Latilla) (Cetra) AC 3250
- 1957 - Bassa marea/Oro niro (Cetra) AC 3262
- 1957 - Nati per vivere insieme/Sette angeli (Face B Gino Latilla) (Cetra) AC 3263
- 1957 - Serenata italiana/Oggi comincio a vivere (Cetra) AC 3266
- 1957 - Marchigianella/Ho chiesto a un fiore (Face A avec Gino Latilla) (Cetra) AC 3269
- 1957 - Ammore pazzariello/Manola (Faces A et B avec Gino Latilla) (Cetra) AC 3270
- 1957 - Juke box/Passero solitario (Face B Gino Latilla) (Cetra) AC 3271
- 1957 - Signorina gioventù/Evviva il quiz (Face A Gino Latilla, Face B avec Gino Latilla) (Cetra) AC 3272
- 1957 - Miss Mari-Anna/Prima lui dopo lei (Faces A et B avec Gino Latilla) (Cetra) AC 3273
- 1957 - Tutta colpa della luna/La stella di ogni notte (Face A avec Gino Latilla) (Cetra) AC 3287
- 1957 - Voce della montagna/Serenata misteriosa (Face A avec Gino Latilla, Face B Gino Latilla) (Cetra) AC 3288
- 1957 - Silenzio bianco/Ponte di sabbia (Face B Gino Latilla) (Cetra) AC 3289
- 1957 - Mandolin serenade/Un canto d'amore (Face A avec Gino Latilla) (Cetra) AC 3293
- 1957 - Amor al chiar di luna/Un salice piangeva (Face A avec Gino Latilla) (Cetra) AC 3294
- 1957 - 'E banane(Banana boat)/Piccolissima serenata (Face A Gino Latilla, Face B avec Gino Latilla) AC 3296
- 1957 - Parole d'amore sulla sabbia/Amadeo (Face A Gino Latilla) (Cetra) AC 3297
- 1957 - Tammy/Intorno al mondo (Cetra) AC 3298
- 1957 - A mi nada me importa/Mama guitar (Cetra) AC 3299
- 1957 - Tu vuò fa l'americano/Chillo ca sposa te (Faces A et B avec Gino Latilla) (Cetra) AC 3301
- 1957 - Tipitipitipso/Tu vuò fa l'americano (Faces A et B avec Gino Latilla) (Cetra) AC 3302
- 1957 - 'A pizza c'a pummarola/Guappetiello (Face A et B avec Gino Latilla) (Cetra) AC 3305
- 1957 - Una donna è sempre giovane/La mia storia (Face A Gino Latilla) (Cetra) AC 3306
- 1957 - Casa mia/Come te nessuna (Face A avec Gino Latilla, Face B Gino Latilla) (Cetra) AC 3307
- 1957 - I ricordi son così/Tammy (Face A Gino Latilla) (Cetra) AC 3308
- 1958 - Timida serenata/Fantastica (Face A avec Gino Latilla, Face B Gino Latilla) (Fonit Cetra) AC 3321
- 1958 - Tu sei del mio paese/Io sono te (Face A Gino Latilla) (Fonit Cetra) AC 3325
- 1958 - Arsura/Nel blu dipinto di blu (Face B Gino Latilla) (Fonit Cetra) AC 3326
- 1958 - È così/Piccolissima serenata (Face A Gino Latilla, Face B con Gino Latilla) (Fonit Cetra) AC 3341
- 1958 - Il telefono è muto/Till (Fonit Cetra) AC 3353
- 1958 - Come prima/Lady you (Face B Duo Fasano e Mario Perrone) (Fonit Cetra) AC 3354
- 1958 - Giorgio (del Lago Maggiore)/Il ballerino (Face B Duo Fasano) (Fonit Cetra) AC 3355
- 1958 - Malagueña/Lacreme napulitane (Face B Gino Latilla) (Fonit Cetra) AC 3357
- 1958 - Giorgio (del Lago Maggiore)/Come prima (Fonit Cetra) AC 3359
- 1958 - Triste domenica/Amanti (Fonit Cetra) AC 3362
- 1958 - Dolce abitudine/Con tutto il cuore (Face B avec Duo Fasano) (Fonit Cetra) AC 3367
- 1958 - Maria Canaria/Andalucia (Face A avec Duo Fasano) (Fonit Cetra) AC 3368
- 1958 - Tutto passa e si scorda/Giorgio (del Lago Maggiore) (Fonit Cetra) AC 3369
- 1958 - 'O Sarracino/Caravan petrol (Faces A et B avec Gino Latilla) (Fonit Cetra) AC 3383
- 1958 - Io/Resta cu' mme (Face B Gino Latilla) (Fonit Cetra) AC 3384
- 1958 - Ti dirò/Oh, Lola... (Face B Gino Latilla) (Fonit Cetra) AC 3387
- 1958 - Magic moments/Al chiar di luna porto fortuna (Face A et B avec Gino Latilla) (Fonit Cetra) AC 3389
- 1958 - Non so dir ti voglio bene/Serenata core a core (Fonit Cetra) AC 3390
- 1958 - Simpatica / La pioggia cadrà (Face A Gino Latilla) (Fonit Cetra) AC 3391
- 1958 - Non abbandonarmi/Cocoleta (Face B avec Gino Latilla) (Fonit Cetra) AC 3392
- 1958 - Il sole nel cuore/Al chiar di luna porto fortuna (Face A Gino Latilla, Face B avec Gino Latilla) (Fonit Cetra) AC 3403

#### 45 tours
- 1957 - Ya ya/Por dos besos (Faces A et B avec Gino Latilla) (Cetra (casa discografica)) SP 1
- 1957 - Faccia di santarella/L'amore è una cosa meravigliosa (Face A avec Gino Latilla, Face B Gino Latilla) (Cetra (casa discografica)) SP 2
- 1957 - Serenatella sciuè sciuè/Buona anno buona fortuna (Face A avec Gino Latilla, Face B Gino Latilla) (Cetra (casa discografica)) SP 17
- 1957 - Casetta in Canada/Filo di speranza (Face A con Gino Latilla et le Duo Fasano, Face B Gino Latilla et le Duo Fasano) (Cetra (casa discografica)) SP 25
- 1957 - Que serà serà/Only you (Face A avec le Duo Fasano, Face B Gino Latilla) (Cetra (casa discografica)) SP 27
- 1957 - Passione argentina/Galopera (Face B Duo Fasano) (Cetra (casa discografica)) SP 28
- 1957 - Rendimi i baci/A nueva laredo (Face A avec Gino Latilla, Face B Duo Fasano) (Cetra (casa discografica)) SP 32
- 1957 - Un canto d'amor/Mandolin serenade (Face B avec Gino Latilla) (Cetra (casa discografica)) SP 54
- 1957 - Un salice piangeva/Amore al chiaro di luna (Face B avec Gino Latilla) (Cetra (casa discografica)) SP 55
- 1957 - Piccolissima serenata/'E banane (banana boat) (Face A avec Gino Latilla, Face B Gino Latilla) (Cetra (casa discografica)) SP 57
- 1957 - Parole d'amore sulla sabbia/Amedeo (Face A Gino Latilla) (Cetra (casa discografica)) SP 58
- 1957 - S'agapo/T'amo tanto (Faces A et B avec Gino Latilla) (Cetra (casa discografica)) SP 69
- 1957 - Juke box/Marchigianella (Face B avec Gino Latilla) (Cetra (casa discografica)) SP 70
- 1957 - Tutta colpa tua/La stella di ogni notte (Face A avec Gino Latilla) (Cetra (casa discografica)) SP 72
- 1957 - Voce della montagna/Silenzio bianco (Face A avec Gino Latilla) (Cetra (casa discografica)) SP 73
- 1957 - Tammy/Intorno al mondo (Face B Gino Latilla) (Cetra (casa discografica)) SP 82
- 1957 - A mi nada me importa/Mamma guitar (Cetra (casa discografica)) SP 83
- 1957 - Tu vuò fa l'americano/Chillo ca sposa te (Faces A et B avec Gino Latilla) (Cetra (casa discografica)) SP 84
- 1957 - Tipitipitipso/Tu vuò fa l'americano (Faces A et B avec Gino Latilla) (Cetra (casa discografica)) SP 85
- 1957 - Zampognaro/Tre cammelli (Face A con Duo Fasano, Face B avec Gino Latilla) (Cetra (casa discografica)) SP 100
- 1958 - Timida serenata/Fantastica (Face A con Gino Latilla, Face B Gino Latilla) (Fonit Cetra) SP 121
- 1958 - Tu sei del mio paese/Io sono te (Face A Gino Latilla) (Fonit Cetra) SP 125
- 1958 - Nel blu dipinto di blu/Arsura (Face A Gino Latilla) (Fonit Cetra) SP 126
- 1958 - Cos'è un bacio/Non potrai dimenticare (Face A Claudio Villa e Gino Latilla, Face B avec Gino Latilla) (Fonit Cetra) SP 128
- 1958 - Evviva Redegonda/Marietta (monta in gondola) (Face B con Gino Latilla) (Fonit Cetra) SP 176
- 1958 - Johnny Guitar/Blue Canary (Fonit Cetra) SP 177
- 1958 - Io pregerò/Ti scrivo e piango (Fonit Cetra) SP 182
- 1958 - Lola del Golden Bar / L'arca di Noè (Face B avec Gino Latilla) (Fonit Cetra) SP 206
- 1958 - Serenata romantica / Ti scrivo e piango (Face A Gino Latilla) (Fonit Cetra) SP 207
- 1958 - Acque amare/Viale d'autunno (Fonit Cetra) SP 213
- 1958 - Terra straniera/Come Giuda (Fonit Cetra) SP 214
- 1958 - Il telefono è muto/Till (Fonit Cetra) SP 228
- 1958 - Come prima / Lady Lou (Face B Duo Fasano e Mario Perrone) (Fonit Cetra) SP 229
- 1958 - Giorgio (del Lago Maggiore) / Il ballerino (Face B Duo Fasano) (Fonit Cetra) SP 330
- 1958 - Malagueña/Lacreme napulitane (Face B Gino Latilla) (Fonit Cetra) SP 232
- 1958 - Giorgio (del Lago Maggiore)/Come prima (Fonit Cetra) SP 234
- 1958 - Triste domenica/Amanti (Fonit Cetra) SP 240
- 1958 - Jezebel/Moulin rouge (Fonit Cetra) SP 242
- 1958 - Dolce abitudine / Con tutto il cuore (Face B avec Duo Fasano) (Fonit Cetra) SP 257
- 1958 - Andalusia / Maria Canaria (Face B avec Duo Fasano) (Fonit Cetra) SP 258
- 1958 - Tutto passa e si scorda/Giorgio (del Lago Maggiore) (Fonit Cetra) SP 260
- 1958 - Caravan petrol/'O Sarracino (Faces A et B avec Gino Latilla) (Fonit Cetra) SP 306
- 1958 - Io / Resta cu' mme (Face B Gino Latilla) (Fonit Cetra) SP 307
- 1958 - Ti dirò/Oh Lola (Face B Gino Latilla) (Fonit Cetra) SP 310
- 1958 - Magic moments/Al chiar di luna porto fortuna (Faces A et B avec Gino Latilla) (Fonit Cetra) SP 312
- 1958 - Serenata core a core/Non so dir ti voglio bene (Fonit Cetra) SP 313
- 1958 - La pioggia cadrà/Simpatica (Face B Gino Latilla) (Fonit Cetra) SP 314
- 1958 - Non abbandonarmi / Cocoleta (Face B avec Gino Latilla) (Fonit Cetra) SP 315
- 1958 - Al chiaro di luna porto fortuna/Il sole nel cuore (Face A avec Gino Latilla, Face B Gino Latilla) (Fonit Cetra) SP 370
- 1958 - Oh mein papà/Soffia sulle candeline (Face B Quartetto Cetra) (Fonit Cetra) SP 380
- 1959 - Nessuno/Ma baciami (Fonit Cetra) SP 455
- 1959 - Io sono il vento/Conoscerti (Fonit Cetra) SP 456
- 1959 - Sposi/Dove va la fortuna (Faces A et B avec Gino Latilla) (Fonit Cetra) SP 476
- 1959 - Gli uomini non cambiano/Dove va la fortuna? (Faces A et B avec Gino Latilla) (Fonit Cetra) SP 493
- 1959 - Un poco/Canta uccellino (Face B avec Gino Latilla) (Fonit Cetra) SP 504
- 1959 - Un poco/Oui, Oui...Oui, Oui (Face B Gino Latilla) (Fonit Cetra) SP 505
- 1959 - Lele fedele/Il sentiero dei ricordi (Face A Duo Fasano) (Fonit Cetra) SP 315
- 1959 - Madonna del mare/Marenare (Fonit Cetra) SP 551
- 1959 - Love me forever/Meglio così (Fonit Cetra) SP 568
- 1959 - Scoubidou/Grido (Face A avec Gino Latilla) (Fonit Cetra) SP 569
- 1959 - Ti prego amore/Perdona le mie lacrime (Fonit Cetra) SP 572
- 1959 - Cerasella/Primma e doppo (Face A avec Gino Latilla, Face B Gino Latilla) (Fonit Cetra) SP 589
- 1959 - Rock night/No (Face B Gino Latilla) (Fonit Cetra) SP 633
- 1959 - Niente baby lover/Tu vuoi così (Fonit Cetra) SP 645
- 1959 - L'attesa/Tu vuoi così (Fonit Cetra) SP 647
- 1959 - Il dondolo della mamma/Ti aspetto (Fonit Cetra) SP 680
- 1959 - Por dos besos/Ya ya (Fonit Cetra) SP 681
- 1959 - Il tuo sorriso m'innamora/? (Fonit Cetra) SP 682
- 1960 - Estate violenta/Grido (Fonit Cetra) SP 716
- 1960 - Quando vien la sera/Noi (Face B Gino Latilla) (Fonit Cetra) SP 735
- 1960 - La notte/Mister blue (Fonit Cetra) SP 776
- 1960 - Canzone della sierra/Smile (Face A avec Gino Latilla) (Fonit Cetra) SP 790
- 1960 - I tre porcellini/Marcellino pan y vino (Faces A et B avec Gino Latilla) (Fonit Cetra) SP 792
- 1960 - Lettere d'amore/Il mio perché (Fonit Cetra) SP 803
- 1960 - La gatta/Pretty blue eyes (Fonit Cetra) SP 804
- 1960 - Non si compra la fortuna/L'ultima volta che vidi Parigi (Face A Achille Togliani, Face B avec Gino Latilla) (Fonit Cetra) SP 805
- 1960 - Toni me toca/Su e zo per la laguna (Faces A et B avec Gino Latilla) (Fonit Cetra) SP 807
- 1960 - 'A francesa/La spagnola (Fonit Cetra) SP 810
- 1960 - La postina della Val Gardena/Vola vola vola (Face A Clara Jaione, Face B avec Gino Latilla) (Fonit Cetra) SP 851
- 1960 - Una stella di ghiaccio/? (Fonit Cetra) SP 965
- 1961 - Tu con me/24 mila baci (Fonit Cetra) SP 979
- 1961 - A.a.a. adorabile cercasi/Patatina (Fonit Cetra) SP 980
- 1961 - Yo tengo una muneca/Le donne di Siviglia (Fonit Cetra) SP 1054
- 1961 - Tu si comme 'na palummella/'O tuono 'e marzo (Face A avec Gino Latilla) (Fonit Cetra) SP 1064
- 1961 - Quando dormirai/Tu che mi fai piangere (Fonit Cetra) SP 1081
- 1961 - Jezebel/Ma cos'è (Fonit Cetra) SP 1082
- 1961 - Notte pigra/Esmeralda (Fonit Cetra) SP 1083
- 1962 - Paese 'e cartulina/'O monumento (Vis Radio) VLMQN 056151
- 1963 - Cancion de amor/L'intelligente (Polydor Records) NH 54 761
- 1963 - La giostra/Un'altra estate (Polydor Records) NH 54 764
- 1964 - Piccola spiaggia/L'ultimo giorno (Polydor Records) NH 54 782
- 1964 - Vai... non ti voltare mai/Che diranno di noi (Polydor Records) NH 54 808
- 1966 - Ma pecchè/Bella (Phonotype) RF 149
- 1966 - Malaguena/Non mi fermare (Fans) G 13
- 1967 - L'egoista/Prendo il sole con te (Fans) G 14
- 1968 - Prendo il sole con te/Che cos'è un fiore (Fans) G 24
- 1968 - Un bacio ancora/L'egoista (Fans) G 33
- 1970 - Un bacio e vai/Quel che vale di più (Fans) G 54
- 1982 - Lasciarsi andare/Repubblica (Bang bang) BB NP 8221

### EP
- 1955 - 1er Festival Internazionale di Venezia 1955 (avec Gino Latilla, Lucia Mannucci et Quartetto Cetra) (Cetra (casa discografica)) EP 0535
- 1957 - Angelini in... Canzoni Veneziane (avec Gino Latilla et Nilla Pizzi) (Cetra (casa discografica)) EP 0540
- 1957 - VII festival della canzone italiana - Sanremo 1957 (avec Gino Latilla et le Duo Fasano) (Cetra (casa discografica)) EP 0585
- 1957 - Cobra (Cetra (casa discografica)) EPE 3001
- 1957 - Carla Boni, Gino Latilla e il Duo Fasano nelle canzoni di Sanremo 1957 (avec Gino Latilla e Duo Fasano) (Cetra (casa discografica)) EPE 3004
- 1957 - Claudio Villa, Carla Boni e Gino Latilla nelle canzoni di Sanremo 1957 (avec Claudio Villa e Gino Latilla) (Cetra (casa discografica)) EPE 3005
- 1957 - Carla Boni e Gino Latilla nelle canzoni di Sanremo 1957 (avec Gino Latilla) (Cetra (casa discografica)) EPE 3006
- 1957 - Carla Boni e Gino Latilla - (Only you) (avec Gino Latilla) (Cetra (casa discografica)) EPE 3011
- 1957 - Carla Boni, Gino Latilla e Duo Fasano - (Sotto i ponti di Parigi) (avec Gino Latilla et le Duo Fasano) (Cetra (casa discografica)) EPE 3012
- 1957 - Tanghi 1 (con Gino Latilla e Luana Sacconi) (Cetra (casa discografica)) EPE 3015
- 1957 - Carla Boni, Gino Latilla e Achille Togliani (avec Gino Latilla et Achille Togliani) (Cetra (casa discografica)) EPE 3016
- 1957 - Carla Boni e Gino Latilla nelle canzoni del film "Un re a New York" (avec Gino Latilla) (Cetra (casa discografica)) EPE 3019
- 1958 - I'll remember... Venezia (avec Gino Latilla et Tonina Torrielli) (Cetra (casa discografica)) EPE 3029
- 1958 - ...Personality... (Cetra (casa discografica)) EPE 3036
- 1958 - Magic moments (avec Gino Latilla) (Cetra (casa discografica)) EPE 3043
- 1960 - Festival di San Remo 1960 Vol. 1 (avec Gino Latilla, Tonina Torrielli et Claudio Villa) (Cetra (casa discografica)) FP 45-050
- 1960 - Festival di San Remo 1960 Vol. 4 (avec Gino Latilla et Tonina Torrielli) (Cetra (casa discografica)) FP 45-053

### Albums

#### 33 tours
- 1954 - 2e Festival della Canzone Napoletana (avec Gino Latilla et Achille Togliani) (Cetra (casa discografica)) LPA 12
- 1955 - 3e Festival della Canzone Napoletana (avec Gino Latilla et Achille Togliani) (Cetra (casa discografica)) LPA 28
- 1955 - 1er Festival Internazionale della Canzone a Venezia (Artistes variés) (Cetra (casa discografica)) LPE 2001
- 1956 - Encantador (Cetra (casa discografica)) LPA 44
- 1956 - Carla Boni con Angelini (Cetra (casa discografica)) LPA 45
- 1956 - Carla Boni e Gino Latilla (in duetto) con l'orchestra Angelini (Cetra LPA 46) I due pastorelli (Viezzoli – Nisa) / Canzone della sierra (Maietti – Nisa) / La luna nel pozzo (Fanciulli – Nisa) / Indovina indovinello (Cichellero – Beretta) / Scapricciatiello (Albano – Vento) / E ora siamo in tre (Wilhelm – Bartoli – Fiammenghi) / ‘O ‘nfifero (E. e L. Cioffi) / E l’America è nata così (Schisa – Nisa)
- 1956 - Carla Boni, Gino Latilla e Achille Togliani con L'orchestra Angelini (avec Gino Latilla et Achille Togliani) (Cetra (casa discografica)) LPA 56
- 1956 - Giuvanne cu' a chitarra (Cetra (casa discografica)) LPA 67
- 1956 - Carla Boni con Gino Latilla - Bisogna partire (avec Gino Latilla) (Cetra (casa discografica)) LPA 79
- 1956 - Carla Boni con Angelini e la sua orchestra - (Encantador) (Cetra (casa discografica)) LPE 2002
- 1956 - Carla Boni con Angelini e la sua orchestra - (Malaguena) (Cetra (casa discografica)) LPE 2003
- 1956 - Carla Boni, Gino Latilla con Angelini e la sua orchestra - (I due pastorelli) (avec Gino Latilla) (Cetra (casa discografica)) LPE 2004
- 1956 - Carla Boni, Gino Latilla con Angelini e la sua orchestra - (Baby bu) (avec Gino Latilla) (Cetra (casa discografica)) LPE 2006
- 1956 - Carla Boni, Gino Latilla con Angelini e la sua orchestra - (Giuvanne cu' a chitarra) (avec Gino Latilla) (Cetra (casa discografica)) LPE 2007
- 1956 - Carla Boni, Gino Latilla con Angelini e la sua orchestra - (Bisogna partire) (avec Gino Latilla) (Cetra (casa discografica)) LPE 2008
- 1956 - Carla Boni, Gino Latilla con Angelini e la sua orchestra - (Mare nella conchiglia) (avec Gino Latilla) (Cetra (casa discografica)) LPE 2009
- 1957 - I "Sagra della Canzone Nova" Assisi (avec Gino Latilla, Tonina Torrielli et Duo Fasano) (Cetra (casa discografica)) LPA 88
- 1957 - VII Festival della canzone - Sanremo 1957 (Cetra (casa discografica)) LPA 94
- 1957 - Canzoni della Fortuna - Bari 1957 (Artistes variés) (Cetra (casa discografica)) LPE 2010
- 1957 - Carla Boni nel 7e Festival della Canzone - Sanremo 1957 (Cetra (casa discografica)) LPE 2011
- 1957 - Carla Boni e Gino Latilla con Angelini e la sua orchestra - (Only you) (Cetra (casa discografica)) LPE 2016
- 1958 - Canzoni da films (avec Gino Latilla et Tonina Torrielli) (Fonit Cetra) LPE 2020
- 1958 - VIII Festival della Canzone (avec Gino Latilla) (Fonit Cetra) LPE 2021
- 1958 - Carla Boni e Gino Latilla con l'orchestra Angelini (duetti salvo ove diversamente indicato) (Fonit Cetra LPE 2023) T’amo tanto [True love] (Porter – Ardo) / Voce della montagna (Concina – Cherubini) / Tu vuo’ fa’ l’americano (Carosone – Nisa) / Cu fu? (Fusco – Gentile) [Gino Latilla solo] / Campa cavallo (Ferrini – Galletti) / Tutta colpa della luna (Brigada – Pinchi) Chillo ca sposa te (Poes – Nisa) / Amedeo (Giez – Kurt – Pinchi) [Carla Boni sola]
- 1968 - I grandi successi di Carla Boni (Fans) GPX 4
- 1982 - L'amore non ha età (Intensity) LTY 035
- 1985 - Ricordi (Smart) LPS 40249
- 1987 - Quelli di Sanremo (album) (avec Gino Latilla, Nilla Pizzi et Giorgio Consolini) (Fonit Cetra) PL 738

#### 16 tours
- 1958 - Carla Boni e Gino Latilla (avec Gino Latilla) (Fonit Cetra) LP16 N. 1
- 1958 - Carla Boni, Gino Latilla - Con Angelini e 10 strumenti (avec Gino Latilla) (Fonit Cetra) LP16 N. 4

#### Cassettes audio
- 1982 - L'amore non ha età (Intensity)
- 1985 - I grandi successi di Carla Boni e Gino Latilla (avec Gino Latilla) (Cetra (casa discografica))
- 1985 - Ricordi (Smart) CA.S 4249
- 1987 - Quelli di Sanremo (album) (avec Gino Latilla, Nilla Pizzi et Giorgio Consolini) (Fonit Cetra )
- 1988: Quelli di Sanremo (avec Gino Latilla, Nilla Pizzi et Giorgio Consolini) (Bebas Record)
- 1991 - Canzoni senza tempo (Babes record) BB-MC 91171

#### Disques compacts
- 1994 - The classic collection (Fremus) CDFR 0570
- 1996 - Quattro come noi (avec Gino Latilla, Nilla Pizzi et Giorgio Consolini) (Edizioni Caramba) CD-2001
- 1998 - Flabby : modern tunes for everybody con (Flabby) (EMI LOFT) 7243 4 93912 2 2
- 2000 - Musica in simpatia (Warner Fonit) 8573 84651-2
- 2002 - Mambo kumbada/Cocco sole (avec Reo Confesso) BS CD 00023
- 2005 - I successi (Fans) CD0295
- 2007 - Aeroplani ed angeli
- 2010 - Terra straniera (Canaria) CDGU_29149